# Nan of Music Mountain
Nan of Music Mountain è un film muto del 1917 diretto da George Melford. Cecil B. DeMille (che non viene accreditato) sostituì il regista nella scena della bufera. La sceneggiatura si basa su Nan of Music Mountain, romanzo di Frank H. Spearman pubblicato a New York nel 1916.

## Trama
Quando Henry de Spain viene nominato direttore generale di una società, si trova a dover affrontare una banda di rapinatori capitanata dal vecchio Morgan. De Spain, entrato nel covo dei banditi, cattura uno dei luogotenenti di Morgan, Sassoon. Ma lo sceriffo, temendo ritorsioni, fa fuggire il prigioniero. La banda, per vendicarsi di de Spain, gli tende un agguato ferendolo gravemente. Mentre vaga per la Music Mountain, l'uomo incontra Nan, la figlia di Morgan, che lo assiste e lo cura. Poi lo aiuta a fuggire.
Morgan, venuto a conoscenza del comportamento della figlia, le impone di sposare un cugino. Ma Nan chiede aiuto a de Spain che rischia la vita per correre in suo aiuto. Nella sfida che ne segue, Sassoon resta ucciso. Con la sua morte, le passioni si stemperano e de Spain si riconcilia con Morgan.

## Produzione
Il film fu prodotto dalla Famous Players-Lasky Corporation. Venne girato in California, nella San Bernardino National Forest, a Big Bear Lake e nella Big Bear Valley. Le scene della tormenta di neve furono ottenute utilizzando amianto sbriciolato. La sequenza fu girata da Cecil B. DeMille che sostituì il regista un giorno che questi non poté essere disponibile sul set.

## Distribuzione
Il copyright del film, richiesto dalla Jesse L. Lasky Feature Play Co., fu registrato il 12 dicembre 1917 con il numero LP11826.
Distribuito dalla Famous Players-Lasky Corporation, il film uscì nelle sale cinematografiche degli Stati Uniti il 12 dicembre 1917. In spagnolo, è conosciuto con il titolo La flor de la montaña.